# 托什肯
托什肯（挪威語：Torsken）是挪威特羅姆斯郡的旧市镇。該市镇存在於1902年至2020年間。2020年1月1日与其他三个市镇合并为新成立的塞尼亚市镇，并隶属于新成立的特罗姆斯-芬马克郡。